# Giardino Firenze
Il giardino Firenze è un'area verde di Milano, sita nella zona nord-occidentale della città.
Realizzata negli anni Sessanta come Dancing all'aperto, poi chiuso, e occupato dagli abitanti nel 1974, è stato poi acquisito dal Comune di Milano e dal 1983 è verde pubblico; ha una superficie di 9 600 m².